# کارورز (نوادا)
کارورز (به انگلیسی: Carvers) یک منطقهٔ مسکونی در ایالات متحده آمریکا است که در نوادا واقع شده‌است. کارورز ۱٬۷۲۰٫۰۱ متر بالاتر از سطح دریا واقع شده‌است.